# Proasellus arnautovici
Proasellus arnautovici är en kräftdjursart som först beskrevs av Paul Auguste Remy 1932, 1941.  Proasellus arnautovici ingår i släktet Proasellus och familjen sötvattensgråsuggor. Utöver nominatformen finns också underarten P. a. elongatus.